# Compagnie des chemins de fer de jonction du Rhône à la Loire
Pour les articles homonymes, voir Chemin de fer de Rhône et Loire.
La Compagnie des chemins de fer de jonction du Rhône à la Loire est une compagnie de chemins de fer française créée en 1853 et dont l'existence n'a duré que trois mois.

## Histoire
La compagnie est créée le 30 septembre 1853 pour reprendre les actifs de trois compagnies :
- la Compagnie du chemin de fer de Saint-Étienne à la Loire, créée le 21 juillet 1824, par MM. de Lur-Saluces et Louis-Antoine Beaunier pour réaliser la ligne de Saint-Étienne à Andrézieux ;
- la Compagnie du chemin de fer de Saint-Étienne à Lyon, créée le 7 mars 1827 par Louis Jacques Thénard, Alexis de Noailles, les Frères Seguin, Édouard Biot et Cie ;
- la Compagnie du chemin de fer de la Loire, créée le 26 avril 1829 par les ingénieurs Mellet et Henry pour réaliser la ligne Roanne - Andrézieux.

Son existence éphémère a consisté à réunir ces trois compagnies du Centre de la France, puis à être intégrée trois mois plus tard dans la Compagnie du chemin de fer Grand-Central de France.

## Lignes de la compagnie
- Ligne de Saint-Étienne à Andrézieux.
- Ligne de Saint-Étienne à Lyon.
- Ligne Roanne - Andrézieux.